# Tara Blaise
Tara Blaise es una cantante de pop, folk y rock de Irlanda. Nació en Londres, pero a la edad de tres años se trasladó con sus padres a Irlanda y creció en el pie de las colinas del Condado de Wicklow. Su mayor éxito hasta el momento es la canción Three Degrees. Está en activo desde el año 1990. 

## Principios de carrera
Es hija de un arquitecto y profesor de teatro, Tara se introdujo en el mundo del teatro y la música a una temprana edad, estudiando el "Habla" y el "Drama" hasta el grado ocho en la Academia Real Irlandesa de Música. Comenzó la carrera de cantante a los 16 años cuando formó un grupo llamado Les Legums con algunos amigos de la escuela. Después de decidirse por la carrera en solitario, recibió una llamada de un conocido de John Hughes, director de The Corrs.

## Discografía

### Álbumes
| Año  | Título                     | Notas             |
| ---- | -------------------------- | ----------------- |
| 2005 | Dancing on Tables Barefoot | Reeditado en 2006 |
| 2008 | Great Escape               |                   |

### Singles
| Año  | Título                      | Álbum                      | Puestos          |
| ---- | --------------------------- | -------------------------- | ---------------- |
| 2004 | "Fool for Love"             | Dancing on Tables Barefoot |                  |
| 2005 | "Paperback Cliché"          | Dancing on Tables Barefoot | #2 Irish airplay |
| 2005 | "The Three Degrees (song)   | Dancing on Tables Barefoot |                  |
| 2005 | "The Three Degrees (Remix)" | Dancing on Tables Barefoot | #9 España        |
| 2006 | "Unbearable Lightness"      | Dancing on Tables Barefoot |                  |
| 2006 | "Paperback Cliché (Remix)"  | Dancing on Tables Barefoot | #50 España       |
| 2006 | "21 Years"                  | Dancing on Tables Barefoot |                  |
| 2007 | "Fall at the Start"         | Great Escape               |                  |
| 2008 | "Breathe"                   | Great Escape               |                  |
| 2008 | "Make You"                  | Great Escape               |                  |

### Colaboraciones
| Año  | Título                   | Artista     | Notas                |
| ---- | ------------------------ | ----------- | -------------------- |
| 1997 | "Great Motivator"        | Igloo       | As Tara Egan-Langley |
| 1998 | Stop! I'm Doing it Again | Kaydee      | As Tara Egan-Langley |
| 1998 | Wild Ocean               | John Hughes |                      |